# کمال‌الدین محمود رفیقی
کمال‌الدین محمود رفیقی از خوشنویسان و نستعلیق‌نویسان صاحب‌نام و از شاعران سدهٔ نهم هجری در هرات بود.
لاهیجی در تذکرةالخطاطین کمال الدین محمود رفیقی هروی را مردی خوشنویس و لطیف طبع و شاعر نام برده است.
وی پدر مجنون رفیقی هروی معروف به «مجنون چپ‌نویس» است که خوشنویسی را از پدر آموخت آوازه‌اش از وی پیشی گرفت. عمدهٔ اطلاعاتی که از کمال‌الدین محمود رفیقی وجود دارد مربوط به مطالبی است که فرزندش مجنون در رساله‌هایی که از او باقیمانده درباره پدر و استادش به دست داده است. از جمله در رسالهٔ «خط و سواد» گفته‌است:
... چون کاتب مکتوب حقیقی، مجنون بن محمودالرفیقی- اصلح الله شانه ابدا -به مقتضیِ الولد الحر یقلّد بآبائه الغر از اوانِ طفولیّت تا زمانِ کهولیّت در تحصیلِ علمِ خط و تکمیل اعداد شتافت...»
همچنین در رسالهٔ «رسم الخط» به روشنی اعلام کرده که آموزه‌هایِ این رساله را از پدر و همانا استادش فرا گرفته‌است:
... | به خط و شعر میلم بیشتر بود  |  | که این فضلم ز میراث پدر بود   |
| هوالواثق به معبود الحقیقی   |  | که نامی شد به محمود رفیقی     |
| گهی چون عارفی در نکته دانی  |  | گهی چون صیرفی در خرده دانی    |
| سه کس را حق بود بر آدمیزاد  |  | یکی پیر و دوم اَب سوم استاد    |
| مرا زاول در این دیرینه مکتب |  | هم استادست و هم پیرست و هم اَب |
| ز علم خط بسی تعلیم چون گنج  |  | به خاطر بود زاستادِ گهرسنج     |
| گهرپرداز دریای معانی        |  | به حسنِ خط شده یاقوتِ ثانی      |
| نه نسخِ اهل خط هنگام تحریر   |  | قلمدانش چو قندیلِ پر از تیر    |
| چو از بهرِ کتابت خامه سرکرد  |  | خطِ یاقوت را زیر و زبر کرد     |
| ز لفظش نکته‌هایش می‌شنیدم     |  | چو خود را قابل حفظش ندیدم     |
| ز بیم آنکه این عقدِ جواهر    |  | نریزد ناگهم از درج خاطر       |
| به نظم این جواهر عزم کردم   |  | به عزمش نیّت خود جزم کردم      |
...
در مجالس النفائس به تاریخ ۸۹۶ ه‍.ق از سخنوری با نام مولانا رفیقی یاد شده که نباید محمود رفیقی باشد، چرا که اشاره‌ای به خوشنویسیِ وی نکرده است. از آنجا که مجنون رفیقی - که در این کتاب، مشهدی خوانده شده - به طبعِ شاعریِ پدرش اشاره کرده، عجیب است که در این تذکره از محمود رفیقی، به‌ویژه در آن سالها که در اوج بوده، یادی نشده است. در تذکره‌هایی چون تحفهٔ سامی نیز تنها از فرزند وی، مجنون، یاد شده‌است.

## آثار
از آثار خوشنویسی کمال‌الدین محمود رفیقی نسخه‌های نادری در دست است. سه نسخهٔ ارزشمندی که رقم این خوشنویس را دارد، از این قرارند:
1. نسخه‌ای از پنج گنج جامی که به خط نستعلیق است. این نسخه در گذشته در کتابخانهٔ مسجد ایاصوفیه به شمارهٔ ۴۸۵۴ بوده است و اکنون با شمارهٔ ۳۸۵۳ در کتابخانهٔ مسجد جامع سلیمانیهٔ استانبول نگهداری می‌شود و در انجامهٔ آن به خط رقاع و تاریخ ۸۹۰ ه‍.ق این رقم آمده است: «و تَمّت هذِهِ الفیض بخط العبد محمود الرفیقی فی شهر شعبان المعظم سنه تِسعین و ثَمانمایه» که در کتاب در احوال و آثار خوشنویسان اثر مهدی بیانی به اشتباه تاریخِ کتابت ۸۹۳ نقل شده است.[۷]
2. نسخه‌ای از دیوان حافظ که در انجامهٔ آن این رقم آمده است و پژوهشگر معاصر حمیدرضا قلیچ‌خانی شرح کاملی از آن را داده است[۸]: «تَمّت الدیوان بعون الملک الرّحمن بخط العبد محمود الرفیقی فی شهور سنه احدی تِسعین و ثَمانمایه ببلده دارالسلطنه هراه حسّت [حمّیت؟] عن الآفات و البلیات» و در کنارِ لچکیِ پایانِ صفحه، عبارتِ زیر به شکل چلیپا و با رنگ قهوه‌ای نوشته شده‌است: «یلوح الخط فی القرطاس دهرا و کاتبه رمیم فی التراب»
3. نسخه‌ای دیگر که در کتاب «احوال و آثار خوشنویسان» تاریخ آن به اشتباه ۸۹۳ یاد شده است.[۹] اما فکری سلجوقی، پژوهشگر افغان، در حدود شصت سال پیش این نسخه را چنین معرفی کرده است: «سال گذشته کتابی به خط محمود رفیقی به دست آمد. نگارنده کتاب مذکور را به موزهٔ هرات خریداری و قید نمودهام این کتاب سراپا به خط محمود رفیقی و مسمّی به ذخیره الملوک مولفهٔ حضرت می‌رسید علی همدانی که در سال ۸۹۸ ق. تحریر یافته در آخر کتاب رقم کاتب به این مضمون مرقوم است: «و تَمّ ذلک الفیض الحقیقی بخط العبد محمود الرفیقی...»[۱۰] عبدالحی حبیبی همین اثر را چنین معرفی کرده‌است: «ص ۳۲۴ فهرست موزهٔ هرات، ابعاد ۲۳ در ۱۰٫۵ سانتیمتر، شامل ۱۱۹ ورقِ ۱۵ سطری بر کاغذ خانبالغ در هرات  و خط نستعلیق خوش نوشته‌است با رقم: العبده محمودالرفیقی الهروی فی شهور سنه ۸۹۸ ق.» ([۱۱]